# Олімпійські ігри

Олімпійський прапор із п'ятьма різнокольоровими кільцями вперше використаний на Олімпійських іграх 1920 року в Антверпені

Олімпі́йські ігри (грец. οἱ Ὀλυμπιακοί Ἀγῶνες) — міжнародні спортивні змагання, які проводяться кожні чотири роки. Переможці змагань отримують довічне звання олімпійського чемпіона.
Олімпійські ігри діляться на літні й зимові. Літні Олімпійські ігри проводяться кожні чотири роки, в рік кратний чотирьом (наприклад : 2012—2016 — 2020 і т. д). Зимові Олімпійські ігри об'єднують зимові види спорту й відокремилися від літніх, починаючи з 1924 року. До середини 1990-х літні й зимові Олімпійські ігри проводилися в один рік. Починаючи із зимової Олімпіади в Ліллегаммері (Норвегія), зимові Олімпійські ігри проводяться через два роки після літніх.
Античні Олімпійські ігри проводилися в грецькій Олімпії з 776 року до нашої ери по 393 рік нашої ери. Барон П'єр де Кубертен заснував у 1894 році Міжнародний олімпійський комітет (МОК). МОК відтоді став керівним органом олімпійського руху, структура і дії якого визначаються Олімпійською хартією.
Еволюція олімпійського руху в XX і XXI столітті призвела до певних змін в Олімпійських іграх. Ці зміни включають, зокрема, створення зимових Ігор, Паралімпійських ігор для спортсменів з інвалідністю, а також Юнацьких Олімпійських ігор для неповнолітніх спортсменів. МОК був змушений адаптуватися до економічних і політичних змін та технологічних реалій XX століття. У результаті Олімпійські ігри змістилися від чисто любительського спорту, як це передбачалось Кубертеном, до участі професійних спортсменів. Зростання значення засобів масової інформації створило проблеми корпоративного спонсорства та комерціалізації Олімпійських ігор. Світові війни призвели до скасування Ігор у 1916, 1940 і 1944 роках. Бойкотування деякими країнами Ігор під час холодної війни призвело до обмеженої репрезентативності Ігор у 1980 і 1984 роках.

## Олімпійські ігри античності

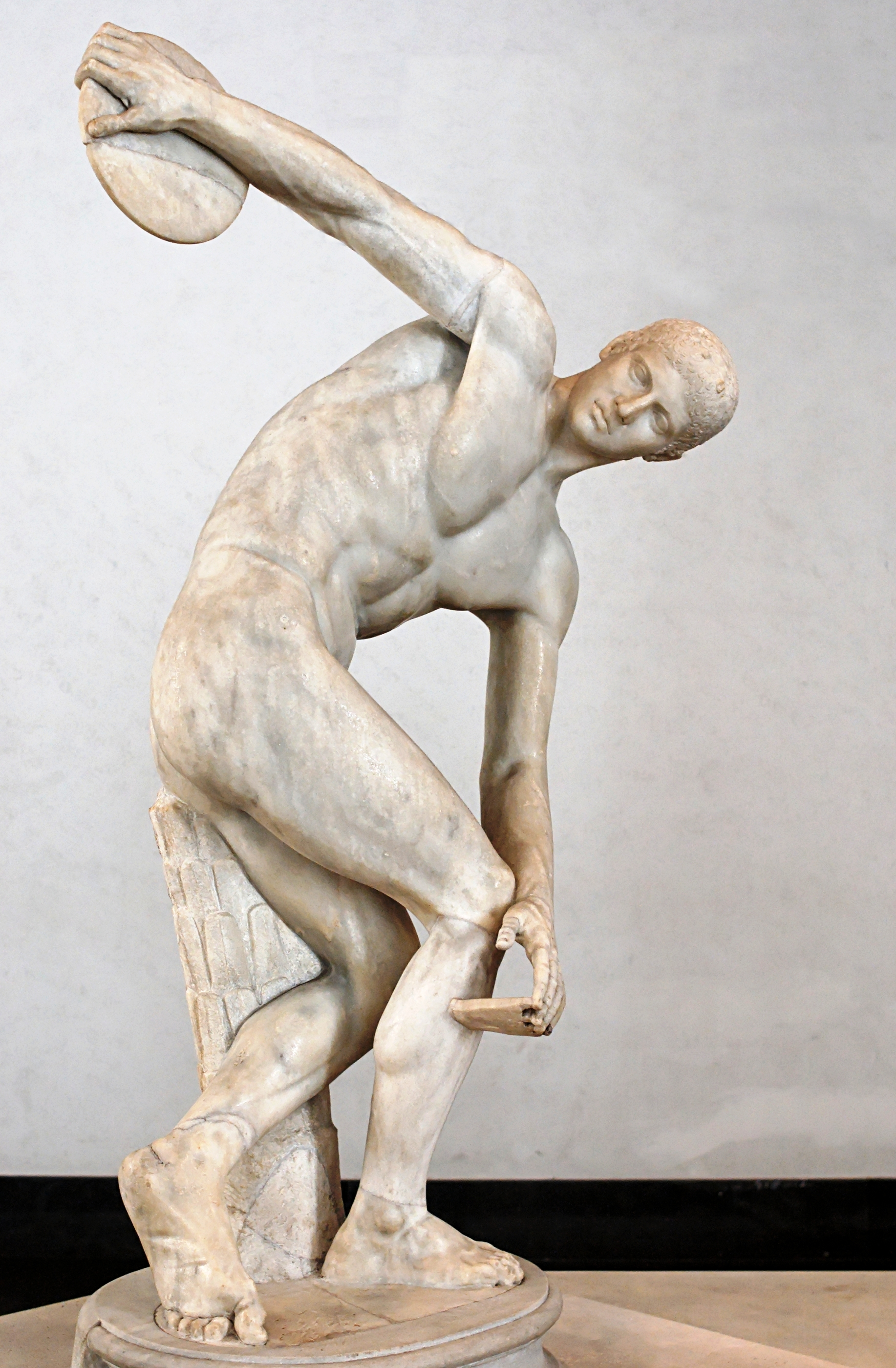
Метальник диску — копія грецької статуї з V ст. до н. е.

Олімпійські ігри зародилися в Стародавній Греції, де вони проводилися раз на чотири роки у місті Олімпія і були визначною подією в житті стародавніх греків. Ігри були заборонені римськими імператорами як поганські з метою утвердження християнства.
Олімпійські ігри античності були низкою змагань, що проводилися між представниками кількох міст-держав і царств Стародавньої Греції, які мали здебільшого атлетичний характер, а також змагання борців та перегони колісниць. На час Олімпійських ігор всі воєнні конфлікти між містами-державами, які брали участь у змаганнях, припинялися до їх закінчення. Походження цих Олімпіад оповито легендами. Один із найпопулярніших міфів родоначальниками ігор називає Геракла і його батька Зевса. Згідно з легендою, це Геракл першим називав ігри «Олімпійськими» і встановив звичай проводити їх кожні чотири роки. Легенда стверджує, що після здійснення дванадцяти подвигів Геракл побудував Олімпійський стадіон на честь Зевса. Після завершення будівництва, він пройшов по прямій 200 кроків і назвав цю відстань «стадій» (грец. στάδιον, лат. stadium, «етап»), який пізніше став одиницею відстані. Інший міф пов'язує перші ігри з важливою давньогрецькою традицією під назвою екехерія (грец. ἐκεχειρία) — олімпійським перемир'ям.

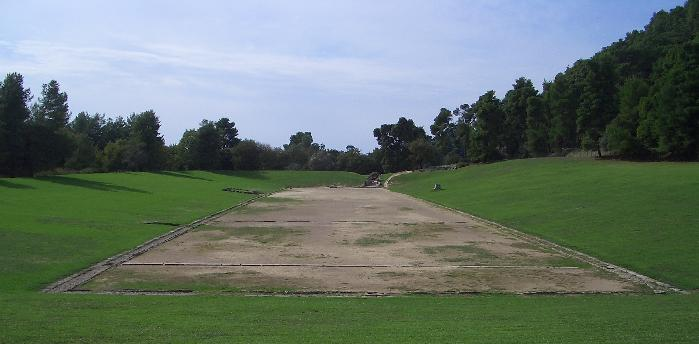
Стадіон в Олімпії

Найпоширенішою датою початку Олімпійських ігор античності є 776 рік до н. е. Це базується на написах, знайдених в Олімпії, в яких названі переможці бігу, що проводився кожні чотири роки починаючи з 776 р. до н. е. Стародавні ігри включали бігові дисципліни, п'ятиборство (що складалося із стрибків, метання диску і списа, змагання з бігу та боротьби), бокс, боротьбу, панкратіон, і кінні змагання. За переказами, першим олімпійським чемпіоном був Coroebus, кухар із міста Еліс.
Олімпійські ігри мали важливе релігійне значення, включаючи поряд із спортивними подіями ритуальні жертвопринесення на честь Зевса (чия знаменита статуя роботи Фідія стояла в храмі в Олімпії) і Пелопа, божественного героя і міфічного царя Олімпії. Пелоп був відомий завдяки колісничним перегонам із королем Еномаєм із Піси. Переможцями змагань захоплювалися і увічнювали їх у віршах і статуях. Ігри проводилися кожні чотири роки, і цей період, відомий як Олімпіада, греки використовували як одну з одиниць вимірювання часу. Ігри були частиною циклу, відомого як Панеллінські ігри, в які входили Піфійські ігри, Немейські ігри, і Істмійські ігри.
Олімпійські ігри досягли розквіту в VI і V століттях до нашої ери, а потім поступово втрачали значення, оскільки владу і вплив у Греції завоювали римляни. Немає єдиної думки про те, коли ігри офіційно закінчилися, найпоширеніша дата 393 р. н. е., коли імператор Феодосій I оголосив, що всі язичницькі культи і практики будуть ліквідовані. Ще згадується дата 426 р. н. е., коли його наступник Феодосій II наказав знищити всі грецькі храми. Після занепаду Олімпійські ігри не проводилися до кінця XIX століття.

## Історія Олімпійських ігор сучасності

### Передвісники
Першою вагомою спробою наслідування Олімпійських ігор античності була L'Olympiade de la République, національний олімпійський фестиваль, який проводився щорічно з 1796 по 1798 рік у революційній Франції. Конкурс включав у себе декілька дисциплін із давньогрецьких Олімпійських ігор. З ігор 1796 року почалося введення метричної системи в спорті.
У 1850 році доктор Вільям Пенні Брукс започаткував Олімпійський клас у Мач-Венлок, Шропшир, Велика Британія. У 1859 році доктор Брукс змінив назву на Олімпійські Ігри Венлока. Це щорічне спортивне свято продовжується до сьогодні. Олімпійське Товариство Венлока було засноване д-ром Бруксом 15 листопада 1860 року:28.

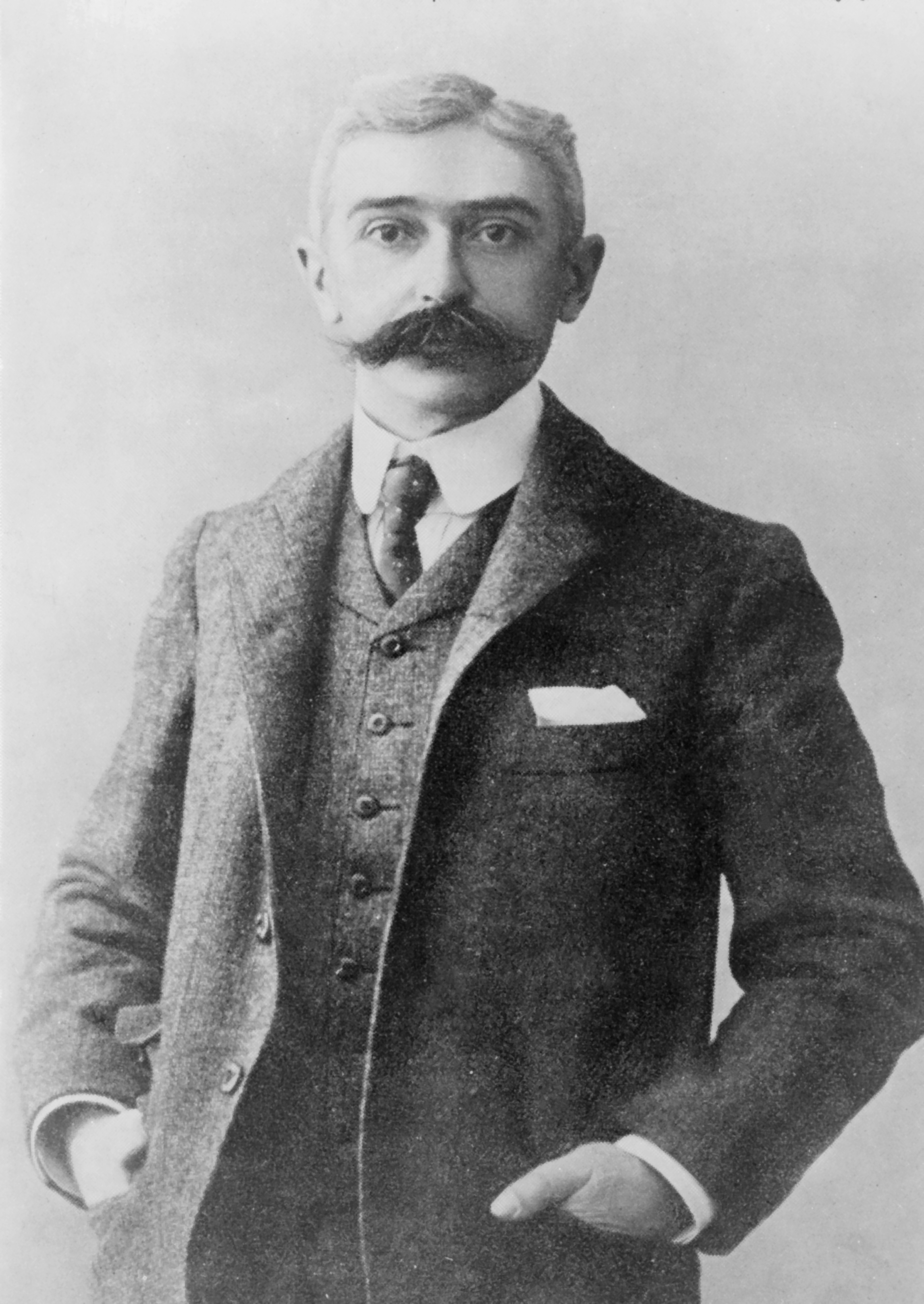
Барон П'єр де Кубертен

Від 1862 до 1867 року Ліверпуль проводив щорічний Grand Olympic Festival. Розроблені Джоном Галлі і Чарльзом Меллі, у співпраці з доктором Бруксом, ці ігри були елітарними за своєю природою, змагатися могли тільки джентльмени.Програма Ігор в Афінах 1896 року була подібною до програми Ліверпульського фестивалю, що не дивно, оскільки д-р Брукс включив дисципліни національних Олімпійських ігор 1859 року в Афінах до програми Олімпійських Ігор Венлока і переніс у програму в Ліверпуль. У 1865 році Галлі, Брукс і Е. Равенштайн заснували Національну Олімпійську асоціацію в Ліверпулі, попередника Британської олімпійської асоціації. Його засновницькі статті послужили основою для міжнародної Олімпійської хартії. У 1866 році національні Олімпійські ігри Великої Британії були організовані в Кришталевому палаці в Лондоні.

### Відродження
Зацікавлення Греції у відродженні Олімпійських ігор почалося з грецької війни за незалежність від Османської імперії в 1821 році. Вона була вперше запропонована поетом і редактором газети Панайотісом Суцосом у поемі «Діалог мертвих», опублікованій в 1833 році:1. Евангелос Заппас, багатий греко-румунський філантроп, перший написав у 1856 році королю Греції Оттону I, пропонуючи постійну підтримку у фінансуванні відроджених Олімпійських ігор:14. Заппас спонсорував першу національну Олімпіаду в 1859 році, які проходили в Афінах на міській площі. Взяли участь спортсмени з Греції та Османської імперії. Заппас фінансував відновлення древнього стадіону Панатінаїкос, щоб він міг приймати всі майбутні Олімпійські ігри:14.
Стадіон Панатінаїкос приймав Олімпіади в 1870 і 1875 роках:2, 13-23, 81. Ігри 1870 року відвідали тридцять тисяч глядачів, на жаль, ніяких офіційних відомостей про відвідуваність для ігор 1875 року немає:44. Участь в 1890 році в Олімпійських іграх олімпійського товариства Уенлока, надихнула барона П'єра де Кубертена до заснування Міжнародного олімпійського комітету (МОК). Кубертен, базуючись на ідеях і роботі Брукса і Заппаса, вирішив створити міжнародні циклічні Олімпійські ігри, які б відбувалися кожні чотири роки. Він представив ці ідеї на першому Олімпійському конгресі новоствореного Міжнародного олімпійського комітету. Ця зустріч була проведена з 16 червня по 23 червня 1894 року в університеті Сорбонна в Парижі. В останній день Конгресу було вирішено, що перші Олімпійські ігри під егідою МОК, проходитимуть в Афінах у 1896 році. МОК обрав грецького письменника Деметріоса Вікеласа своїм першим президентом:100-105.

### Олімпійські ігри 1896 року
У перших Іграх проведених під егідою МОК на стадіоні Панатінаїкос в Афінах в 1896 році, взяли участь 241 спортсмен з 14 країн, які змагалися в 43 дисциплінах. Заппас і його двоюрідний брат Константінос Заппас склали грецькому уряду зобов'язання фінансування майбутніх Олімпійських ігор. Це фінансування було використано в 1896 році:117. Ремонт стадіону в рамках підготовки до Ігор щедро профінансував Георгіос Авероф:128. Грецький уряд також надав фінансування, яке повинно було окупитися за рахунок продажу квитків на Ігри і продажу першого набору Олімпійських пам'ятних марок:128.
Грецькі офіційні особи і громадськість з ентузіазмом сприйняли факт проведення цих Ігор. Це почуття поділяло багато атлетів, які навіть зажадали, щоб Афіни були господарем Олімпійських ігор на постійній основі. МОК не схвалив це прохання. Комітет планував місце проведення Олімпійських ігор сучасності змінювати на міжнародному рівні. Другі Ігри вирішили провести в Парижі.

### Наступні зміни та адаптації
Після успіху Ігор 1896 року, Олімпійський рух увійшов у період застою, який загрожував його виживанню. Олімпійські ігри, що проходили на Паризькій виставці в 1900 році і Всесвітній виставці в Сент-Луїсі в 1904 році були лише супровідними заходами. Ігри в Парижі не мали стадіону, однак вперше участь в Іграх брали жінки. На Ігри в Сент-Луїсі прибуло 650 спортсменів, але 580 були зі США. Олімпійський рух знову набрав сили, коли в 1906 році в Афінах було проведено Позачергові Олімпійські ігри (названі так тому, що вони були другими Іграми, що проходили протягом третього олімпійського циклу). Ці Ігри не були офіційно визнані МОК, і відтоді позачергові Олімпійські ігри не відбувалися. Ці ігри, проведені на стадіоні Панатінаїкос в Афінах, притягнули широке міжнародне коло учасників, викликали великий інтерес у суспільстві. Це започаткувало ріст популярності і розміру Олімпіад.
Зимові Олімпійські ігри (перші відбулися в Шамоні, Французькій республіці в 1924 році) були створені для демонстрації зимових видів спорту, що було технічно неможливо під час літніх Олімпійських ігор. Фігурне катання (у 1908 і 1920 роках) та хокей (у 1920 році) були представлені як олімпійські види спорту на літніх Олімпійських іграх. МОК хотів розширити цей список, щоб охопити інші зимові дисципліни. У 1921 році на Олімпійському конгресі в Лозанні було прийнято рішення провести зимову версію Олімпійських ігор. Тиждень зимових видів спорту (насправді 11 днів) був проведений у 1924 році в Шамоні, Франція. Ця подія стала першими зимовими Олімпійськими іграми. МОК ухвалив, що зимові Олімпійські ігри будуть відбуватися кожні чотири роки у тому ж році як і літні Ігри. Ця традиція підтримувалася до Ігор в Альбервілі 1992 року. Після цього, починаючи з 1994 року, зимові Олімпійські ігри проходять на третій рік кожної олімпіади (приблизно через півтора року після попередніх літніх Ігор).
Ігри 1916, 1940 та 1944 років було скасовано через Першу та Другу світові війни.
Проміжок між двома Олімпіадами називають олімпійським циклом або олімпіадою.

## Олімпійська символіка

Олімпійські кільця

Емблемою олімпіад є п'ять переплетених кілець різного кольору, які символізують єдність п'яти різних частин світу (Європа — блакитний, Азія — жовтий, Африка — чорний, Австралія і Океанія — зелений і Америка — червоний).
Олімпійський прапор — полотнище із зображенням олімпійської емблеми на білому тлі. Підіймається на відкритті Олімпійських ігор, опускається під час церемонії закриття.
Під час Олімпіад горить олімпійський вогонь, який запалюють в Олімпії й приносять до місця проведення олімпіади естафетою олімпійського вогню.
Починаючи з 1968 року кожна олімпіада має свій олімпійський талісман.

### Олімпійський девіз
Олімпіади проводяться під гаслом «Citius, altius, fortius - communis», що в перекладі з латини значить «Швидше, вище, сильніше — разом», запропонованим католицьким ченцем Анрі Дідоном і зміненим на 138-й сесії МОК у Токіо.
Іншим популярним гаслом олімпіад є вираз «Головне не перемога, а участь».

## Церемонії
Найважливішими церемоніями Олімпійських ігор є церемонія відкриття, церемонія нагородження олімпійських чемпіонів та призерів та церемонія закриття.
Церемонія відкриття Олімпійських ігор — масове театралізоване шоу, яке приваблює до себе найбільшу телевізійну аудиторію. Кожна країна-організатор намагається в цьому шоу показати світу свою культуру. Церемонію відкриття зазвичай проводять на Олімпійському стадіоні. Окрім яскравої театралізованої вистави до її складу входить парад олімпійців. За традицією парад відкривають олімпійці Греції, а замикають олімпійці країни-організатора. Ігри урочисто відкривають високопоставлені урядовці країни-організатора. Представники олімпійців та суддів приносять олімпійську присягу. Підіймається олімпійський прапор. На знак відкриття ігор у чаші над Олімпійським стадіоном запалюється олімпійський вогонь, принесений олімпійською естафетою.
На церемонії закриття ігор замість впорядкованого параду олімпійці різних країн виходять на стадіон єдиним натовпом, змішавшись між собою. Таку традицію започаткували на Мельбурнській Олімпіаді 1956 року. Церемонія закриття Олімпіади містить у собі передачу олімпійського прапора делегації країни-організатора наступних Ігор.

## Присяга
На церемонії відкриття олімпійських ігор вибрані представники атлетів та суддів складають олімпійську присягу.

## Споруди
Впродовж Ігор атлети проживають в Олімпійському селищі.
Основною спортивною спорудою ігор є Олімпійський стадіон. Крім головного Олімпійського стадіону змагання проводяться в інших спорудах: на стадіонах, у басейнах, стрільбищах тощо, які отримують право називатися «олімпійськими».

## Олімпійські види спорту
У програму Олімпійських ігор входять 33 види спорту, що включають 52 дисципліни. Загалом в окремих змаганнях розігрується близько 400 медалей.
До програми Пекінської Олімпіади 2008 року входило 28 видів спорту. Відтоді з олімпійської програми виключено бейсбол та софтбол, тому на Лондонській Олімпіаді 2012 року проводились змагання тільки з 26 видів спорту. На Зимових Олімпіадах проводяться змагання з 7 видів спорту.

## Спортсмени
Учасників Олімпійських ігор називають олімпійцями. Початково, олімпійцями, як і на Олімпійських іграх древності, могли бути тільки чоловіки. Жіночі змагання були включені в програму Олімпіад, починаючи з Олімпійських ігор 1928 року.
Довгий час Олімпійські ігри вимагали строгого аматорського статусу спортсменів. Однак, під впливом реальностей сучасного життя, враховуючи те, що спорт високих досягнень вимагає максимальної віддачі і повної зайнятості, від вимоги аматорства спортсменів стали відмовлятися. Починаючи з 1970-х років, МОК переклав рішення про допуск професіональних спортсменів на міжнародні федерації відповідних видів спорту. До сьогодні єдиним видом спорту, який зберігає любительський статус, є бокс, швидше завдяки відмінності правил від професіонального боксу.
Починаючи з Ігор 1992 року в Барселоні, кількість олімпійців обмежена певним числом. Для участі в Олімпіаді спортсмен чи команда повинні отримати олімпійську ліцензію. Правила відбору встановлюються окремими федераціями видів спорту.

## Літні олімпійські ігри

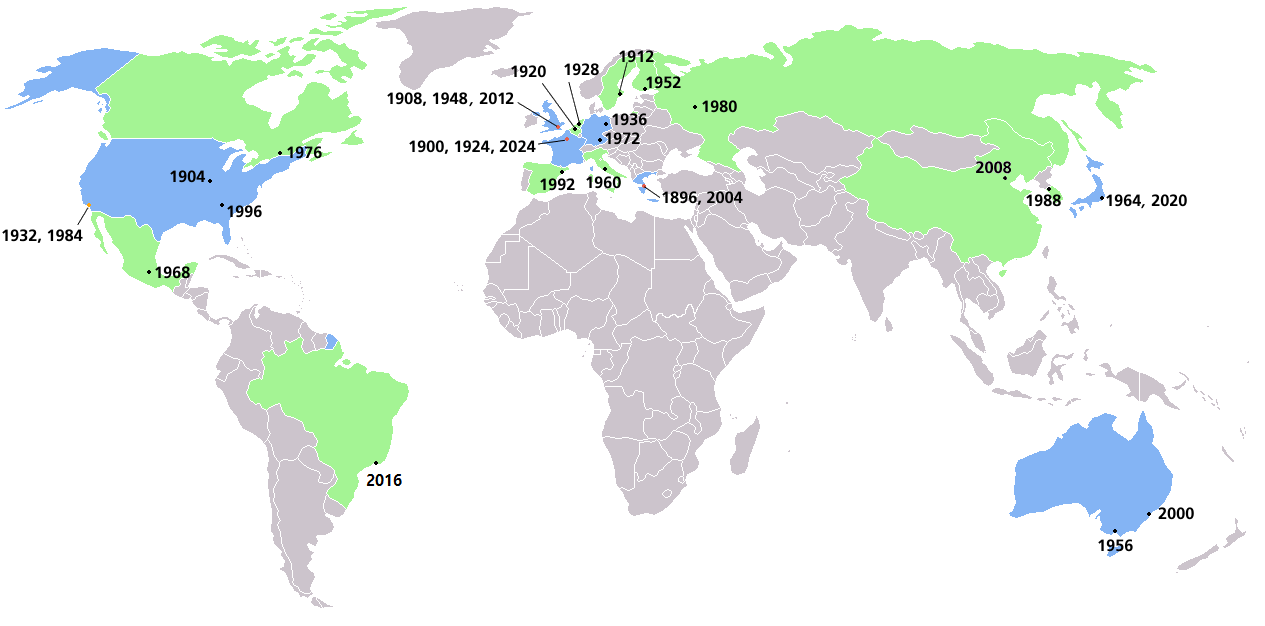
Мапа столиць літніх Олімпійських ігор. Країни, які приймали одні літні Олімпійські ігри зафарбовані зеленим, країни, в яких ігри відбулися принаймні двічі — синім кольором.

| Рік  | Ігри                              | Місто          | Країна           |
| ---- | --------------------------------- | -------------- | ---------------- |
| 1896 | I Олімпійські ігри                | Афіни          | Греція           |
| 1900 | II Олімпійські ігри               | Париж          | Франція          |
| 1904 | III Олімпійські ігри              | Сент-Луїс      | США              |
| 1908 | IV Олімпійські ігри               | Лондон         | Велика Британія  |
| 1912 | V Олімпійські ігри                | Стокгольм      | Швеція           |
| 1916 | VI Олімпійські ігри (скасовано)   | Берлін         | Німеччина        |
| 1920 | VII Олімпійські ігри              | Антверпен      | Бельгія          |
| 1924 | VIII Олімпійські ігри             | Париж          | Франція          |
| 1928 | IX Олімпійські ігри               | Амстердам      | Нідерланди       |
| 1932 | X Олімпійські ігри                | Лос-Анджелес   | США              |
| 1936 | XI Олімпійські ігри               | Берлін         | Німеччина        |
| 1940 | XII Олімпійські ігри (скасовано)  | Гельсінкі      | Фінляндія        |
| 1944 | XIII Олімпійські ігри (скасовано) | Лондон         | Велика Британія  |
| 1948 | XIV Олімпійські ігри              | Лондон         | Велика Британія  |
| 1952 | XV Олімпійські ігри               | Гельсінкі      | Фінляндія        |
| 1956 | XVI Олімпійські ігри              | Мельбурн       | Австралія        |
| 1960 | XVII Олімпійські ігри             | Рим            | Італія           |
| 1964 | XVIII Олімпійські ігри            | Токіо          | Японія           |
| 1968 | XIX Олімпійські ігри              | Мехіко         | Мексика          |
| 1972 | XX Олімпійські ігри               | Мюнхен         | ФРН              |
| 1976 | XXI Олімпійські ігри              | Монреаль       | Канада           |
| 1980 | XXII Олімпійські ігри             | Москва         | СРСР             |
| 1984 | XXIII Олімпійські ігри            | Лос-Анджелес   | США              |
| 1988 | XXIV Олімпійські ігри             | Сеул           | Республіка Корея |
| 1992 | XXV Олімпійські ігри              | Барселона      | Іспанія          |
| 1996 | XXVI Олімпійські ігри             | Атланта        | США              |
| 2000 | XXVII Олімпійські ігри            | Сідней         | Австралія        |
| 2004 | XXVIII Олімпійські ігри           | Афіни          | Греція           |
| 2008 | XXIX Олімпійські ігри             | Пекін          | Китай            |
| 2012 | XXX Олімпійські ігри              | Лондон         | Велика Британія  |
| 2016 | XXXI Олімпійські ігри             | Ріо-де-Жанейро | Бразилія         |
| 2021 | XXXII Олімпійські ігри            | Токіо          | Японія           |
| 2024 | XXXIII Олімпійські ігри           | Париж          | Франція          |
| 2028 | XXXIV Олімпійські ігри            | Лос-Анджелес   | США              |

## Зимові Олімпійські ігри
| Рік  | Ігри                                    | Місто                   | Країна           |
| 1924 | I Зимові Олімпійські ігри               | Шамоні                  | Франція          |
| 1928 | II Зимові Олімпійські ігри              | Санкт-Моріц             | Швейцарія        |
| 1932 | III Зимові Олімпійські ігри             | Лейк-Плесід             | США              |
| 1936 | IV Зимові Олімпійські ігри              | Гарміш-Партенкірхен     | Німеччина        |
| 1940 | (V) Зимові Олімпійські ігри (скасовано) | Гарміш-Партенкірхен     | Німеччина        |
| 1944 | (V) Зимові Олімпійські ігри (скасовано) | Кортіна-д'Ампеццо       | Італія           |
| 1948 | V Зимові Олімпійські ігри               | Санкт-Моріц             | Швейцарія        |
| 1952 | VI Зимові Олімпійські ігри              | Осло                    | Норвегія         |
| 1956 | VII Зимові Олімпійські ігри             | Кортіна-д'Ампеццо       | Італія           |
| 1960 | VIII Зимові Олімпійські ігри            | Скво-Веллі              | США              |
| 1964 | IX Зимові Олімпійські ігри              | Інсбрук                 | Австрія          |
| 1968 | X Зимові Олімпійські ігри               | Гренобль                | Франція          |
| 1972 | XI Зимові Олімпійські ігри              | Саппоро                 | Японія           |
| 1976 | XII Зимові Олімпійські ігри             | Інсбрук                 | Австрія          |
| 1980 | XIII Зимові Олімпійські ігри            | Лейк-Плесід             | США              |
| 1984 | XIV Зимові Олімпійські ігри             | Сараєво                 | Югославія        |
| 1988 | XV Зимові Олімпійські ігри              | Калгарі                 | Канада           |
| 1992 | XVI Зимові Олімпійські ігри             | Альбервіль              | Франція          |
| 1994 | XVII Зимові Олімпійські ігри            | Ліллегаммер             | Норвегія         |
| 1998 | XVIII Зимові Олімпійські ігри           | Наґано                  | Японія           |
| 2002 | XIX Зимові Олімпійські ігри             | Солт-Лейк-Сіті          | США              |
| 2006 | XX Зимові Олімпійські ігри              | Турин                   | Італія           |
| 2010 | XXI Зимові Олімпійські ігри             | Ванкувер                | Канада           |
| 2014 | XXII Зимові Олімпійські ігри            | Сочі                    | Росія            |
| 2018 | XXIII Зимові Олімпійські ігри           | Пхьончхан               | Республіка Корея |
| 2022 | XXIV Зимові Олімпійські ігри            | Пекін                   | Китай            |
| 2026 | XXV Зимові Олімпійські ігри             | Мілан-Кортіна-д'Ампеццо | Італія           |

## Україна на Олімпійських іграх
Радянський Союз завзято готувався до Олімпіади-80. Головні змагання, звісно, приймала Москва, але декілька інших міст країни також отримали свій шанс. За пропозицією оргкомітету у Києві мали відбутися шість відбіркових футбольних матчів та чвертьфінальний. Тож навесні 1977 року Україна почала готуватися до прийому Ігор.
Українські спортсмени виступають на Олімпійських іграх окремою командою, починаючи із Зимової Олімпіади 1994 року. До цієї дати українці брали участь в іграх у складі олімпійських збірних Російської імперії, Польщі, Чехословаччини, Радянського Союзу та Об'єднаної команди (в 1992 році). Першим українцем на І Олімпіаді 1896 року був Микола Ріттер, на II Олімпіаді 1900 року брав участь Петро Заковорот.
Керівництво олімпійським спортом в Україні здійснює Національний олімпійський комітет України. Чимало українців носять горде звання олімпійського чемпіона (дивіться статті Українські олімпійські чемпіони та Список олімпійських чемпіонів України). Першою олімпійською чемпіонкою незалежної України стала фігуристка Оксана Баюл

### Інші санкціоновані МОК заходи
- Європіада, Азіада, Панамериканські та Африканські ігри
- Ігри Співдружності
- Юнацькі Олімпійські ігри
- Паралімпійські ігри
- Спеціальна Олімпіада
- Дефлімпійські ігри

### Інше
- Ігри нескорених
- Гей-ігри
- Голі Олімпійські ігри
- Операція «Олімпійські ігри»
- 1022 Олімпіада — астероїд, названий на честь Олімпійських ігор.